# Mahku
O Movimento dos Artistas Huni Kuin (MAHKU) é um coletivo de artistas e pesquisadores Huni Kuin, povo indígena que vive na Amazônia, entre o Acre e o Peru. O coletivo tem suas origens ligadas às pesquisas de Ibã Sales Huni Kuin sobre os Huni Meka, cantos da ayahuasca na língua Hãtxa Kuin. Os artistas transformam e criam pontes em direção aos não indígenas por meio de murais, desenhos e pinturas, ao mesmo tempo em que constroem alianças e fortalecem suas próprias estratégias de autonomia. O coletivo é formado por Ibã Huni Kuin, Kássia Borges, Acelino Tuin, Cleiber Bane, Pedro Maná, Yaka Huni Kuin, Rita Huni Kuin, Cleudo Txana Tuin e Isaka Huni Kuin, representado pela galeria Carmo Johnson Projects.

## Biografia
Seu início remonta ao final da década de 2000, quando algumas lideranças do povo Huni Kuin, especialmente Ibã e seu filho Bane, junto do sobrinho Acelino e parentes Maná, começaram a realizar oficinas para registrar em desenhos os cantos, os mitos e as práticas Huni Kuin. Muitas das obras do MAHKU são traduções visuais dos cantos Huni Meka, conhecimento tradicional que acompanha os rituais de Nixi Pae com a bebida da ayahuasca, uma espécie de chá com potencial alucinógeno preparado com plantas amazônicas e utilizado há séculos por diversos povos na América do Sul.
Na iconografia Huni Kuin, a área de imprecisão entre o sonho e o mito é frequentemente marcada por uma moldura que se adapta ao suporte trabalhado, assegurando a autonomia da história e garantindo sua livre manifestação. No perímetro da miração, não há hierarquias entre os entes representados e a fratura entre abstração e figuração perde todo sentido. O que encontramos é o resultado de uma imagem-processo, a partir do diálogo e do aprendizado entre os envolvidos, cujo objetivo final é a cura, tanto de quem a realizou quanto do observador que a acessa, transformando-a em experiência espiritual.
O coletivo cria pontes entre os mundos indígenas e os não indígenas, entre o visível e o invisível. Ao associar-se ao universo das exposições, o coletivo construiu caminhos sustentados para fortalecer seus modos de existência, fazendo circular jacarés, jiboias e a bebida do cipó, difundindo assim seus mitos, suas histórias e sua arte.
Em 2011, Ibã junto ao antropólogo Amilton Pelegrino de Mattos, professor na Universidade Federal do Acre decidiram que o trabalho do coletivo tinha que ir para longe. Eles criaram um blog e mandaram para algumas pessoas e outros antropólogos. O site chegou a um representante da Fundação Cartier para a arte contemporânea, de Paris, que convidou o cacique para participar de uma mostra de arte contemporânea, no mesmo ano.
Em 2014, o trabalho do MAHKU foi selecionado para a exposição Made by... Feito por brasileiro, com curadoria de Marc Pottier, no antigo Hospital Matarazzo, em São Paulo. Ibã, Bane, seu filho e Isaka pintaram painéis nas paredes de três salas e, ao fim da experiência, venderam pela primeira vez uma obra de arte, uma tela de 5 metros. O valor dessa primeira venda foi investido na compra dos primeiros 50 hectares. Desde então, venderam cerca de 15 obras, mas em tamanhos e valores menores e mais terras foram compradas.
Em 2017, o coletivo lançou no 35º Panorama da Arte Brasileira, com curadoria de Luiz Camillo Osorio, o Projeto Parede Ibã Huni Kuin (Isaías Sales) que é um txana, mestre dos cantos na tradição do povo Huni Kuin do Acre. Levar sua tradição ameríndia para além de seus territórios de origem foi a razão do projeto Espírito da Floresta, criado por Isaías Sales e seu filho. O imaginário encantado que ele explora nos murais, nos cantos, nas fabulações abre universos de conhecimento pouco explorados e de difícil tradução dentro dos parâmetros ocidentais.
Em 2018, realizou a exposição Através da poética do MAHKU com os artistas Ibã HuniKuin e Bane HuniKuin. Com curadoria de Roberta Paredes e Amilton Pelegrino, as obras expostas na Galeria de Artes da Universidade Federal do Amazonas integraram parte da coleção do Projeto Espírito da Floresta. 
Em 2020, lançou a exposição Vaivém no Centro Cultural Banco do Brasil, em Belo Horizonte. Com curadoria de Raphael Fonseca, a tela foi inspirada no conceito da exposição; que das redes surjam povos, que nas redes ocorram os ciclos da vida e da morte, que sua existência institua a sobrevivência de tradições, que através das redes sejam narradas muitas histórias das sociedades ameríndias.
Em 2021, o MAHKU começou a ser representado pela Galeria Carmo Johnson Projects, onde apresentou Tudo é Perigoso, divino e maravilhoso na galeria Carmo Johnson Projects, com curadoria de Daniel Dinato. A mostra travou um diálogo entre a ancestralidade dos mitos e cantos representados pelo coletivo e os imaginários híbridos entre feras e paisagens de Bruno Novelli . No mesmo ano, o coletivo realizou as oficinas na Aldeia Xico Kurumin, em parceria com o curador Daniel Dinato, que deram início à curadoria da sua próxima exposição.
Em 2022, lançou a exposição Cantos de Imagens, com curadoria de Ibã Huni Kuin e Daniel Dinato e coprodução entre a Casa de Cultura do Parque e Carmo Johnson Projects. As pinturas e a instalação foram complementadas com a experiência dos cantos Huni Meka, reproduzidos durante a exposição. No mesmo ano, o coletivo criou uma obra para a mostra Nakoada: Estratégias para a Arte Moderna com a função de repensar memória e patrimônio em função de perspectivas e saberes outros. A obra do coletivo foi exposta ao lado de expoentes do modernismo brasileiro, como Alberto Guignard, Alfredo Volpi, Anita Malfatti, Candido Portinari, Djanira e Di Cavalcanti. Ainda no mesmo ano, o grupo de artistas apresentou a exposição MAKHU:Vende Tela, Compra Terra na SBC Galeria de Arte Contemporânea em Montreal. Com curadoria de Ibã Huni e Daniel Dinato a mostra focou na reivindicação da arte visual como uma arma na luta pela autonomia política, ecológica e cultural do povo Huni Kuin.
Em 2023, lançou a exposição Mirações no MASP que reuniu cerca de 120 pinturas e desenhos em papel e tela, sendo três delas produzidas para a mostra, comissionadas pelo museu, além de esculturas, áudios com cantos, vídeo documentário e uma pintura de grandes dimensões elaborada diretamente nas laterais da icônica escada/rampa vermelha que interliga o 1° ao 2° subsolo do museu, seguindo, assim, a tradição do coletivo de realizar uma intervenção artística nos espaços expositivos que ocupam, criando uma conexão física e espacial entre mundos. No mesmo ano, o coletivo apresentou a exposição Coreografias do Impossível, na 35° Bienal de São Paulo. Foram uma série de dezoito pinturas inéditas. Cada uma delas com dois metros e vinte centímetros de largura por dois metros e sessenta centímetros de altura, dispostas uma ao lado da outra, num formato de semicírculo, cobrindo o fechamento da rampa no andar roxo e continuando-se mutuamente.
Em 2024, o coletivo foi convidado a participar da 60ª Exposição Internacional de Arte da Bienal de Veneza: Stranieri Ovunque - Foreigners Everywhere, pelo curador brasileiro Adriano Pedrosa. O coletivo ganhou destaque ao apresentar a pintura de 750 metros na fachada do pavilhão principal da Bienal, no Giardini, com Kapewë Pukeni (jacaré-ponte), transportando o espectador para o mito de origem dos Huni Kuin. O mito conta uma história sobre a separação intercontinental entre os povos e a consolidação da identidade Huni Kuin. Kapewë Pukeni torna-se assim uma imagem central no reforço dos laços entre estrangeiros em todo o mundo e no papel da arte como meio de resistência.